# Inäkboğan
Inäkboğan (azerbajdzjanska: İnəkboğan) är en ort i Azerbajdzjan. Den ligger i distriktet Gädäbäy rajon, i den västra delen av landet, 400 km väster om huvudstaden Baku. Inäkboğan ligger 1 317 meter över havet och antalet invånare är 2 901.
Terrängen runt Inäkboğan är kuperad åt nordost, men åt sydväst är den bergig. Närmaste större samhälle är distriktshuvudorten Gädäbäy, 16,1 km öster om Inäkboğan.
Trakten runt Inäkboğan består till största delen av jordbruksmark. Runt Inäkboğan är det ganska tätbefolkat, med 70 invånare per kvadratkilometer.